# Savignac-de-Nontron
Savignac-de-Nontron (okzitanisch Savinhac de Nontronh) ist eine französische Gemeinde mit 205 Einwohnern (Stand 1. Januar 2022) im Département Dordogne in der Region Nouvelle-Aquitaine. Sie gehört zum Arrondissement Nontron, zum Kanton Périgord Vert Nontronnais und zum Gemeindeverband Périgord Nontronnais. Die Einwohner werden als Savignacois bzw. Savignacoises bezeichnet.

## Geographie

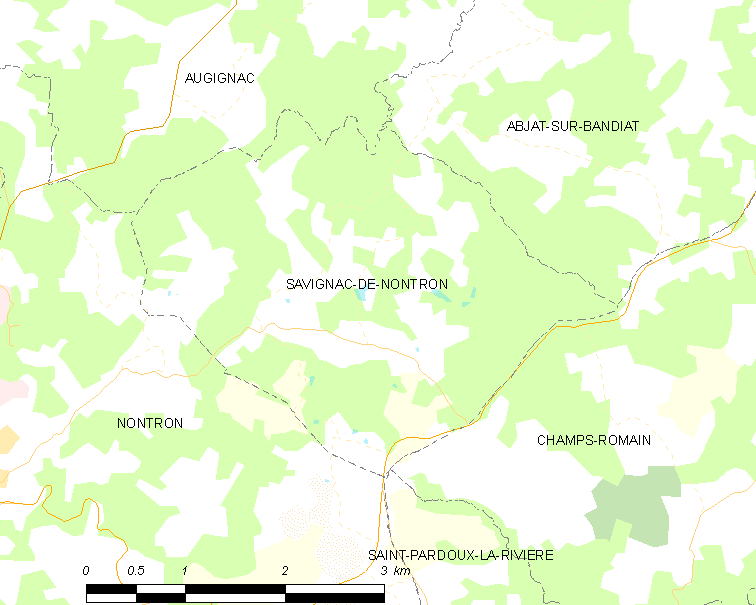
Lagekarte von Savignac-de-Nontron

Savignac-de-Nontron liegt vier Kilometer nordöstlich von Nontron und sieben Kilometer westlich von Saint-Saud-Lacoussière.
Savignac-de-Nontron wird von folgenden fünf Gemeinden umgeben:
| Augignac | Augignac                                    | Abjat-sur-Bandiat |
| Nontron  | Kompassrose, die auf Nachbargemeinden zeigt |                   |
| Nontron  | Saint-Pardoux-la-Rivière (Berührungspunkt)  | Champs-Romain     |

Zum Gemeindegebiet von Savignac-de-Nontron gehören folgende Weiler, Gehöfte, eine ehemalige Schmiede und Geländepunkte:
Aumont, Brouillaud, Chez Baillot, Durentière, Étang de Sallat, Forêt domaniale de Savignac-de-Nontron, Forge Basse, La Forêt, Labesse, Lavenaud, Les Châtres, Les Cheyroux, Les Landes, Maison Neuve, Malibas, Maupuy und Mendet.
Der topographisch tiefste Punkt des Gemeindegebietes liegt mit 185 Metern über dem Meer bei Brouillaud am Bandiat im Südwesten, der höchste Punkt mit 303 Metern auf einem Höhenrücken bei Maupuy im Süden. Die maximale Höhendifferenz beträgt 118 Meter.

### Verkehrsanbindung
Die Südostgrenze des Gemeindegebiets wird von der Hauptverkehrsachse D 85 von Nontron nach Châlus (Département Haute-Vienne) berührt. Von ihr zweigt bei Maison Neuve die D 79 ab und führt in den Ortskern von Savignac-de-Nontron und anschließend hinunter ins Bandiattal. Hier trifft sie bei Lavenaud auf die D 87 von Abjat-sur-Bandiat nach Nontron.

## Klima
Savignac-de-Nontron besitzt ein abgeschwächtes ozeanisches Klima, das sich durch folgende Parameter auszeichnet:
| Klimaparameter im Zeitraum 1971-2000 - Jahresmittel: 11,8 °C - Anzahl der Tage unter −5 °C: 2,5 - Anzahl der Tage oberhalb 30 °C: 5,5 - Maximum im Tages-Temperaturunterschied: 14,6 °C - Jahresniederschlag: 1047 mm - Niederschlagstage im Januar: 13,3 - Niederschlagstage im Juli: 7,7 |

Durch den Klimawandel zeichnen sich Erhöhungen im Jahresmittel ab, die sich bereits auch bemerkbar machen. So ist beispielsweise an der 58 Kilometer entfernten Wetterstation am Flughafen von Limoges-Bellegarde das langjährige Jahresmittel von 11,2 °C für 1971-2000 über 11,4 °C für 1981-2010 auf 11,8 °C für 1991-2020 angestiegen – ein Zuwachs um 0,6 °C innerhalb von 20 Jahren.

## Hydrographie

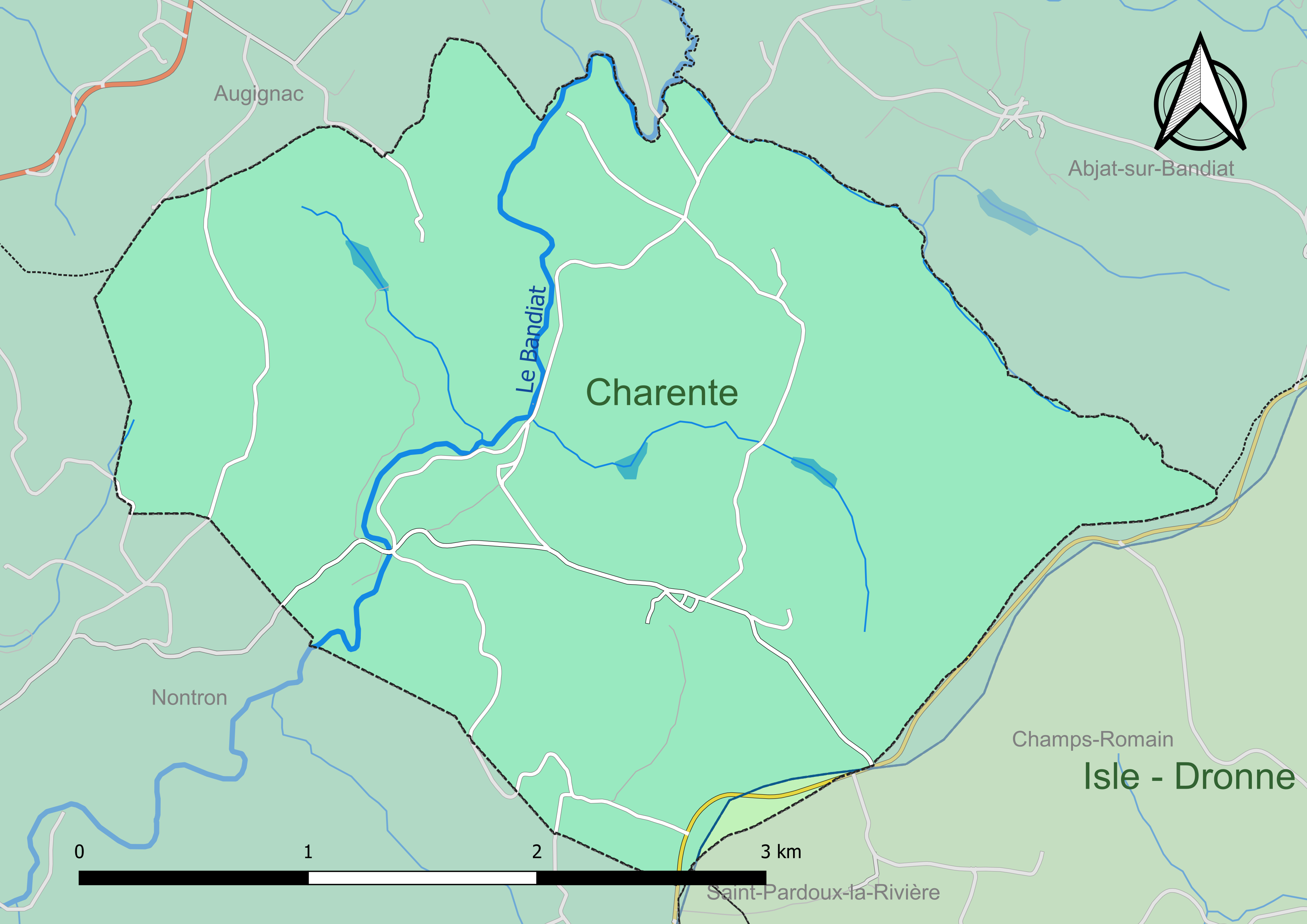
Hydrographische Karte von Savignac-de-Nontron

Das Gemeindegebiet wird in etwa mittig vom Bandiat in südsüdwestlicher Richtung durchflossen. Ein kleiner linker Nebenfluss des Bandiats ist der Ruisseau du Pont Rompu de Sallat, der nördlich des Ortskerns in westnordwestlicher Richtung zum Bandiat hin abfließt und in zwei Weihern rückgestaut wird. Ein weiterer linker Seitenarm bildet die Nordostgrenze zu Abjat-sur-Bandiat. Der Bandiat besitzt auch einen rechten Seitenarm, der von Augignac herabzieht und ebenfalls über einen rückhaltenden Weiher verfügt.
Der Bandiat gehört zum Entwässerungsnetz der Charente. An der äußersten Südecke drainiert ein ganz kleiner Anteil zum Netz Isle–Dronne, da er jenseits der Wasserscheide zu liegen kommt. 
Das Entwässerungsnetz in Savignac-de-Nontron besitzt eine Gesamtlänge von 10 Kilometer.

## Geologie

Geologische Karte von Savignac-de-Nontron

Das Gemeindegebiet von Savignac-de-Nontron liegt größtenteils auf dem Piégut-Pluviers-Granodiorit (mit grobkörniger Normalfazies γ3M). Der Granodiorit wird stellenweise von bis zu 30 Zentimeter mächtigen, hellen Aplitgängen durchzogen. Südwestlich von Les Châtres quert ein Nord-streichender Mikrogranodioritgang (μγ3-4). Auch einige Störungen treten in der Nähe des Ortskerns und bei Aumont auf, die Nordwest und Nordnordwest streichen. Der Granodiorit um  Les Cheyroux ist meist tiefgründig zu Alteriten verwittert (Formation A).
Der im Südosten vorbeiziehende Höhenrücken besteht aus glimmerreichen Paragneisen aus der Sillimanitzone (ζ1-2). Der Kontakt des Granodiorits mit den Paragneisen südöstlich des Ortskerns erfolgt nicht abrupt, sondern erstreckt sich über einen Bereich von zirka 100 Meter; in dieser Kontaktzone wechseln Granodiorit und Paragneis miteinander ab, bis die eingeschalteten Granodioritzüge letztlich vollkommen verschwinden. Die Foliation der Paragneise streicht West bis Nordwest und fällt meist nach Norden bzw. Nordosten ein. Das Einfallen ist mit 60 bis 90 Grad recht steil und kann sogar in die entgegengesetzte Richtung zeigen – was auf eine Faltung der Paragneise hindeutet. Südöstlich von Labesse enthalten die Paragneise einen Nordwest-streichenden Graphitzug (gra). Auch die Paragneise können weitflächig zu Alteriten umgewandelt sein.
Die Höhenlagen bei Maupuy werden von Kolluvium mit wiederaufgearbeitetem Grundgebirge verdeckt (Formation AC), das wahrscheinlich aus der Würm-Kaltzeit stammen dürfte. Es besteht vorwiegend aus Sanden und Quarzgeröllen, wobei letztere aus Quarzbändern in den Paragneisen hervorgegangen sind.
Der Bandiat hat kurz vor Verlassen des Gemeindegebietes holozänes Alluvium gebildet (Formation Fy-z), das auch am Ruisseau du Pont Rompu de Sallat zu finden ist.

## Naturrisiken

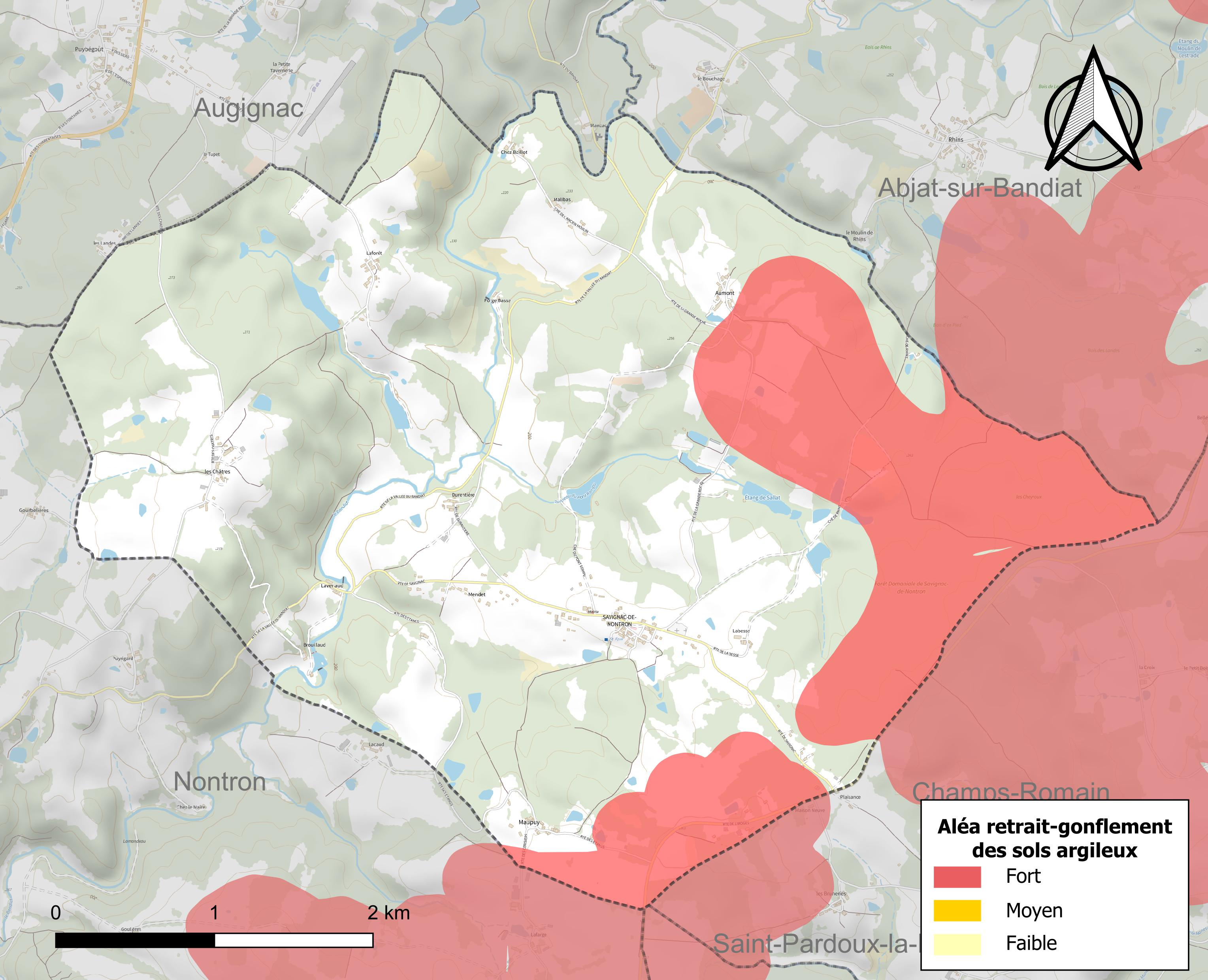
Risikokarte des Quellungs/Schrumpfungsverhältnisses von Tonmineralen in Böden für Savignac-de-Notron

Naturrisiken manifestieren sich in Savignac-de-Nontron als
- Überschwemmungen und den mit ihnen assoziierten Schlammströmen und Hangrutschungen entlang der Flussläufe
- Dürren
- Stürme
- Bodensetzungen.

In den Jahren 1982, 1983 und 1999 kam es aufgrund erhöhter Niederschläge zu Überschwemmungen, größeren Bodenbewegungen und Rutschungen (insbesondere 1999).
Ein herausragendes Wintersturmereignis war das Sturmtief Martin im Dezember 1999, das enorme Schäden an den Wäldern und auch an der Infrastruktur hinterließ. Die Zerstörungen in den Wäldern sind selbst im Jahr 2025 noch zu erkennen.
Wie die Risikokarte zeigt, ist Savignac-de-Nontron zu 21,6 % seines Gemeindegebietes mittelmäßig bis relativ stark von der Gefahr durch Bodensetzungen betroffen. Verantwortlich hierfür sind die glimmerreichen Paragneise und deren Alterite auf dem Höhenrücken im Osten.
Die Erdbebengefahr ist als relativ niedrig einzustufen, am Westrand des Massif Central sind recht seltene Beben der Stärke 3 auf der Richterskala bekannt.

## Ökologie

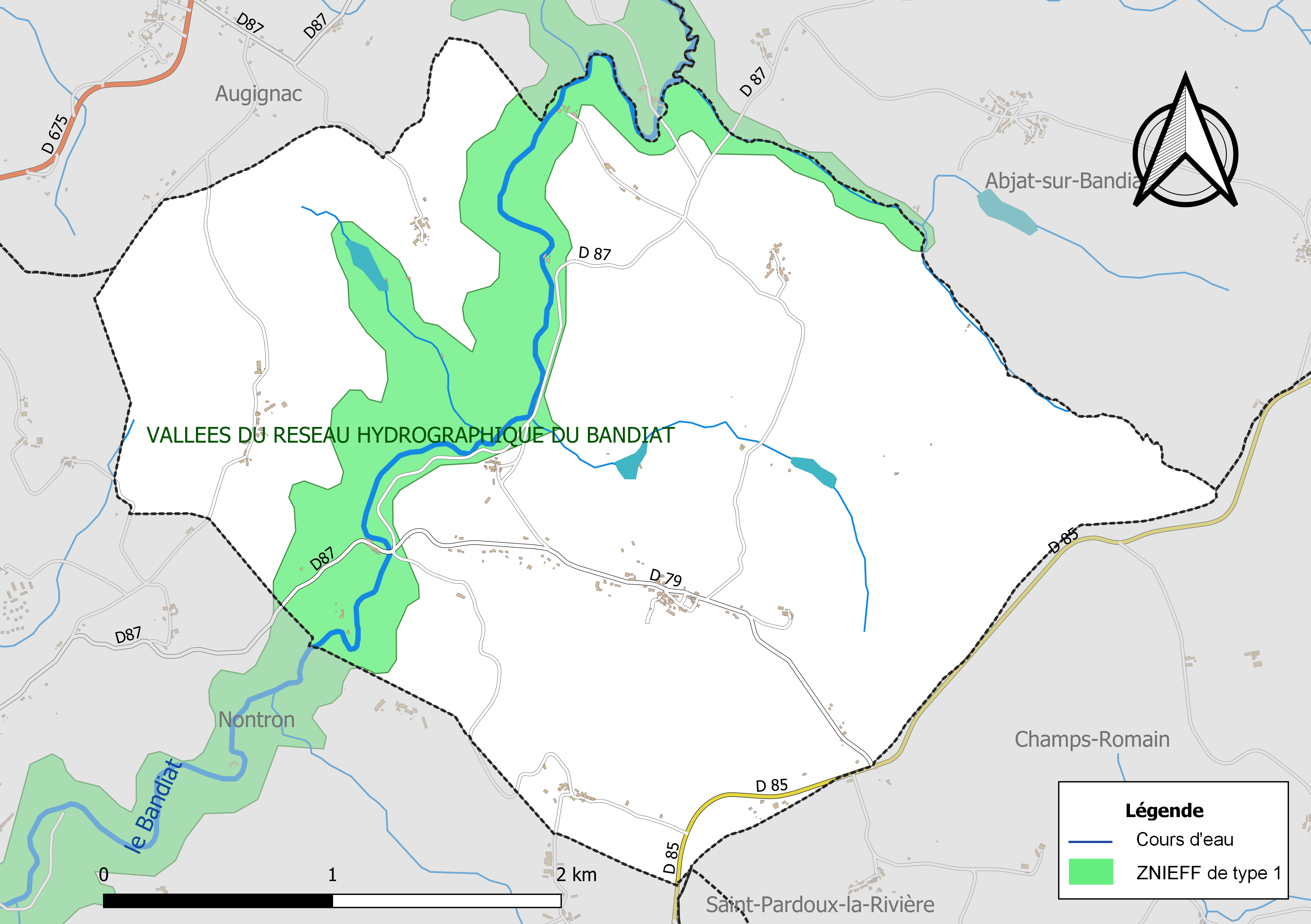
Schutzgebiete in Savignac-de-Nontron

### Naturpark
Die Gemeinde Savignac-de-Nontron bildet einen integralen Bestandteil des Regionalen Naturparks Périgord-Limousin.

### Schutzgebiete
Das Tal des Bandiats und die Unterläufe zweier seiner Seitenbäche sind unter der Bezeichnung « Vallées du réseau hydrographique du Bandiat » als Schutzgebiete des kontinentalen Typus 1 (Französisch ZNIEFF – zone naturelle d'intérêt écologique, faunistique et floristique) ausgewiesen. Die Flora besteht aus rund 100 Arten, von denen die beiden Taxa Großer Odermennig (Agrimonia procera) und Atlantisches Hasenglöckchen (Hyacinthoides non-scripta) als charakteristisch angesehen werden.
Das dichte Waldgebiet um Les Cheyroux entlang der D 85 ist als Domänenforst (Forêt domaniale de Savignac-de-Nontron) ausgewiesen.

## Bevölkerungsentwicklung
| Bevölkerungsentwicklung in Savignac-de-Nontron | Bevölkerungsentwicklung in Savignac-de-Nontron | Bevölkerungsentwicklung in Savignac-de-Nontron |
| ---------------------------------------------- | ---------------------------------------------- | ---------------------------------------------- |
| Jahr                                           | Einwohner                                      |                                                |
| 1962                                           | 242                                            |                                                |
| 1968                                           | 205                                            |                                                |
| 1975                                           | 191                                            |                                                |
| 1982                                           | 174                                            |                                                |
| 1990                                           | 189                                            |                                                |
| 1999                                           | 187                                            |                                                |
| 2006                                           | 191                                            |                                                |
| 2007                                           | 192                                            |                                                |
| 2008                                           | 192                                            |                                                |
| 2013                                           | 192                                            |                                                |
| 2016                                           | 190                                            |                                                |
| 2017                                           | 191                                            |                                                |
| 2018                                           | 192                                            |                                                |
| 2019                                           | 194                                            |                                                |
| 2022                                           | 205                                            |                                                |

Quelle: INSEE
Die Bevölkerung hatte bis 1982 schwere Einbußen erlitten, hatte sich jedoch dann stabilisiert. Neuerdings ist sie wieder im Anstieg begriffen und hat den Stand von 1968 erneut erreicht.
Savignac-de-Nontron hatte seinen Bevölkerungshöchststand im Jahr 1906 mit 443 Einwohnern.
Mit 9,69 Quadratkilometer Fläche ist Savignac-de-Nontron eine sehr kleine Gemeinde im Kanton Périgord Vert Nontronnais. Ihre Bevölkerungsdichte beträgt 21 Einwohner/km².

## Bürgermeister
Bürgermeister von Savignac-de-Nontron war seit März 2008 der parteilose Tischler Bernard Martin. Neuer Bürgermeister ist seit April 2014 René Gardillou, der im Juli 2020 wiedergewählt wurde.

## Präsidentschaftswahlen 2022
| Kandidaten                       | Kandidaten            | Parteien                      | Parteien            | 1. Wahlgang | 1. Wahlgang | 2. Wahlgang | 2. Wahlgang |
| Kandidaten                       | Kandidaten            | Parteien                      | Parteien            | Stimmen     | %           | Stimmen     | %           |
| -------------------------------- | --------------------- | ----------------------------- | ------------------- | ----------- | ----------- | ----------- | ----------- |
|                                  | Marine Le Pen         | Front national                | FN                  | 43          | 32,58 %     | 70          | 61,40 %     |
|                                  | Emmanuel Macron       | En marche !                   | EM                  | 20          | 15,15 %     | 44          | 38,60 %     |
|                                  | Jean-Luc Mélenchon    | Front de gauche               | FDG                 | 17          | 12,88 %     |             |             |
|                                  | Éric Zemmour          | Reconquête                    |                     | 10          | 7,57 %      |             |             |
|                                  | Valérie Pécresse      | Les Républicains              | LR                  | 7           | 5,30 %      |             |             |
|                                  | Jean Lassalle         | Résistons !                   | R                   | 13          | 9,85 %      |             |             |
|                                  | Anne Hidalgo          | Parti socialiste              | PS                  | 1           | 0,76 %      |             |             |
|                                  | Fabien Roussel        | Parti communiste français     | PC                  | 8           | 6,06 %      |             |             |
|                                  | Nicolas Dupont-Aignan | Debout la République          | DLR                 | 2           | 1,52 %      |             |             |
|                                  | Yannick Jadot         | Europe Écologie-Les Verts     | EELV                | 6           | 4,54 %      |             |             |
|                                  | Nathalie Arthaud      | Lutte Ouvrière                | LO                  | 4           | 3,03 %      |             |             |
|                                  | Philippe Poutou       | Nouveau Parti anticapitaliste | NPA                 | 1           | 0,76 %      |             |             |
|                                  |                       |                               |                     |             |             |             |             |
| Gesamt                           | Gesamt                | Gesamt                        | Gesamt              | 132         | 100 %       | 114         | 100 %       |
|                                  |                       |                               |                     |             |             |             |             |
| Gültige Stimmen                  | Gültige Stimmen       | Gültige Stimmen               | Gültige Stimmen     | 132         | 97,78 %     | 114         | 86,36 %     |
| Ungültige Stimmen                | Ungültige Stimmen     | Ungültige Stimmen             | Ungültige Stimmen   | 3           | 2,22 %      | 18          | 13,64 %     |
| Wahlbeteiligung                  | Wahlbeteiligung       | Wahlbeteiligung               | Wahlbeteiligung     | 135         | 84,91 %     | 132         | 83,02 %     |
| Enthaltungen                     | Enthaltungen          | Enthaltungen                  | Enthaltungen        | 24          | 15,09 %     | 27          | 16,98 %     |
| Registrierte Wähler              | Registrierte Wähler   | Registrierte Wähler           | Registrierte Wähler | 159         |             | 159         |             |
|                                  |                       |                               |                     |             |             |             |             |
| Quelle: Ministère de l'Intérieur |                       |                               |                     |             |             |             |             |

Die Präsidentschaftswahlen 2022 in Savignac-de-Nontron konnte Marine Le Pen eindeutig für sich entscheiden.

## Wirtschaft

### Beschäftigung
Im Jahr 2015 betrug die erwerbsfähige Bevölkerung zwischen 15 und 64 Jahren 86 Personen bzw. 44,3 % der Gesamtbevölkerung. Seit 2010 ist die Zahl der Arbeitslosen von 7 auf 10 angestiegen und die Arbeitslosenquote liegt somit jetzt bei 11,6 %.

### Unternehmen
Am 31. Dezember 2015 waren 11 Unternehmen in Savignac-de-Nontron ansässig, davon 6 im Sektor Handel, Transport oder Dienstleistungen, 2 im Sektor Verwaltung, Bildung, Gesundheit oder Soziales, 2 im Baugewerbe und 1 in der Industrie.

## Sehenswürdigkeiten und Geländeaufnahmen

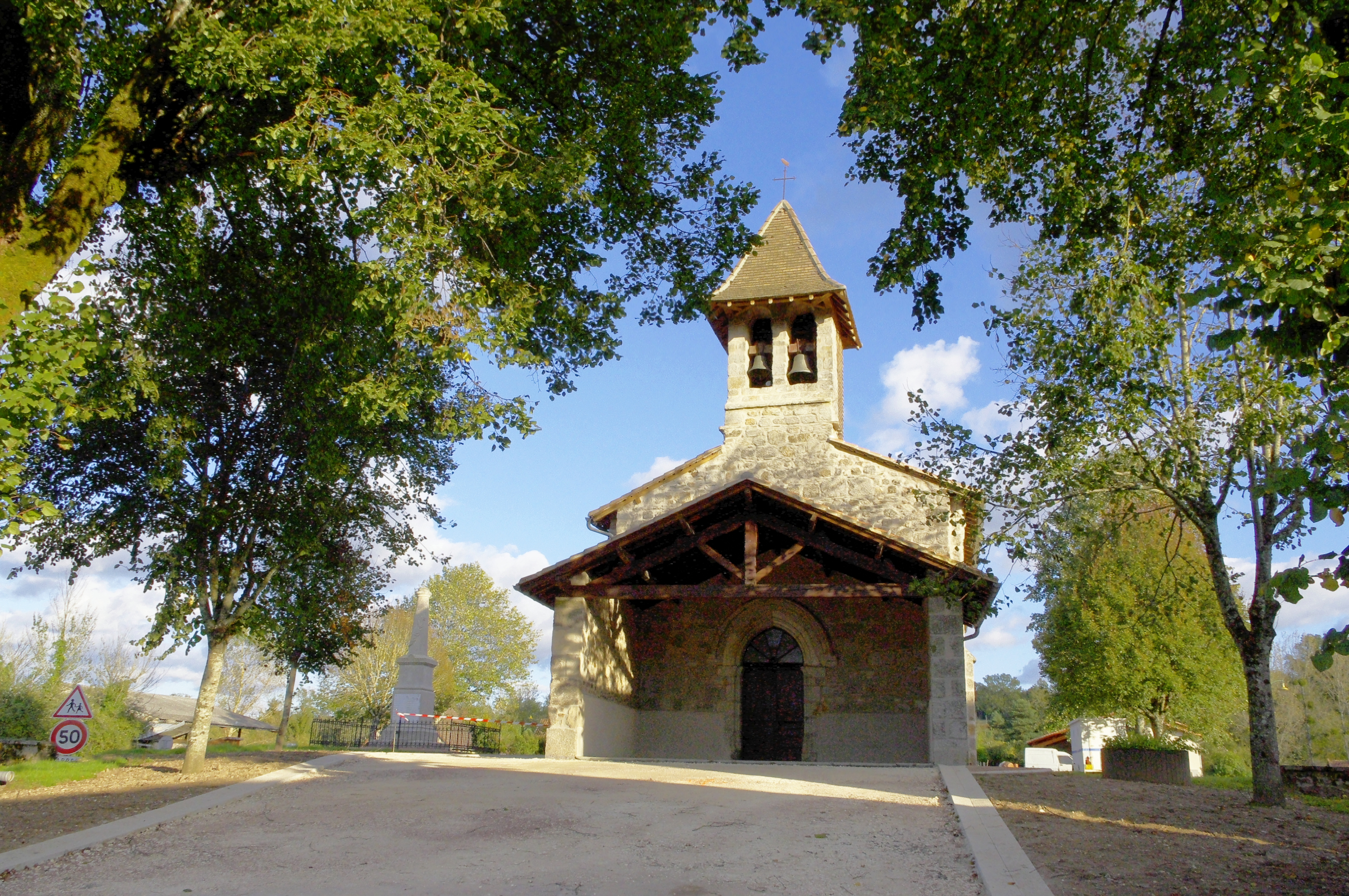
Kirche Saint-Pierre-ès-Liens
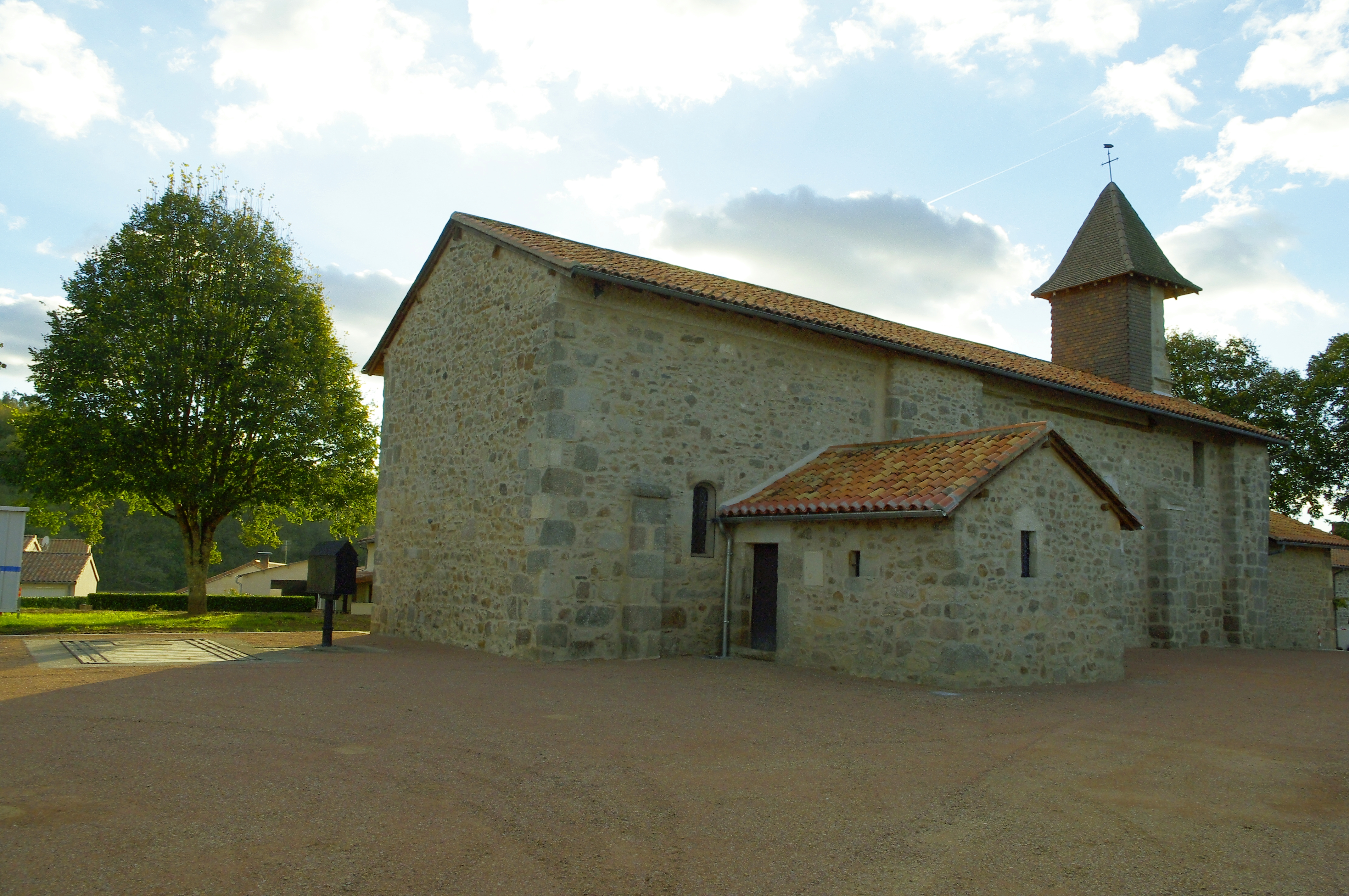
Nordseite der Kirche Saint-Pierre-ès-Liens
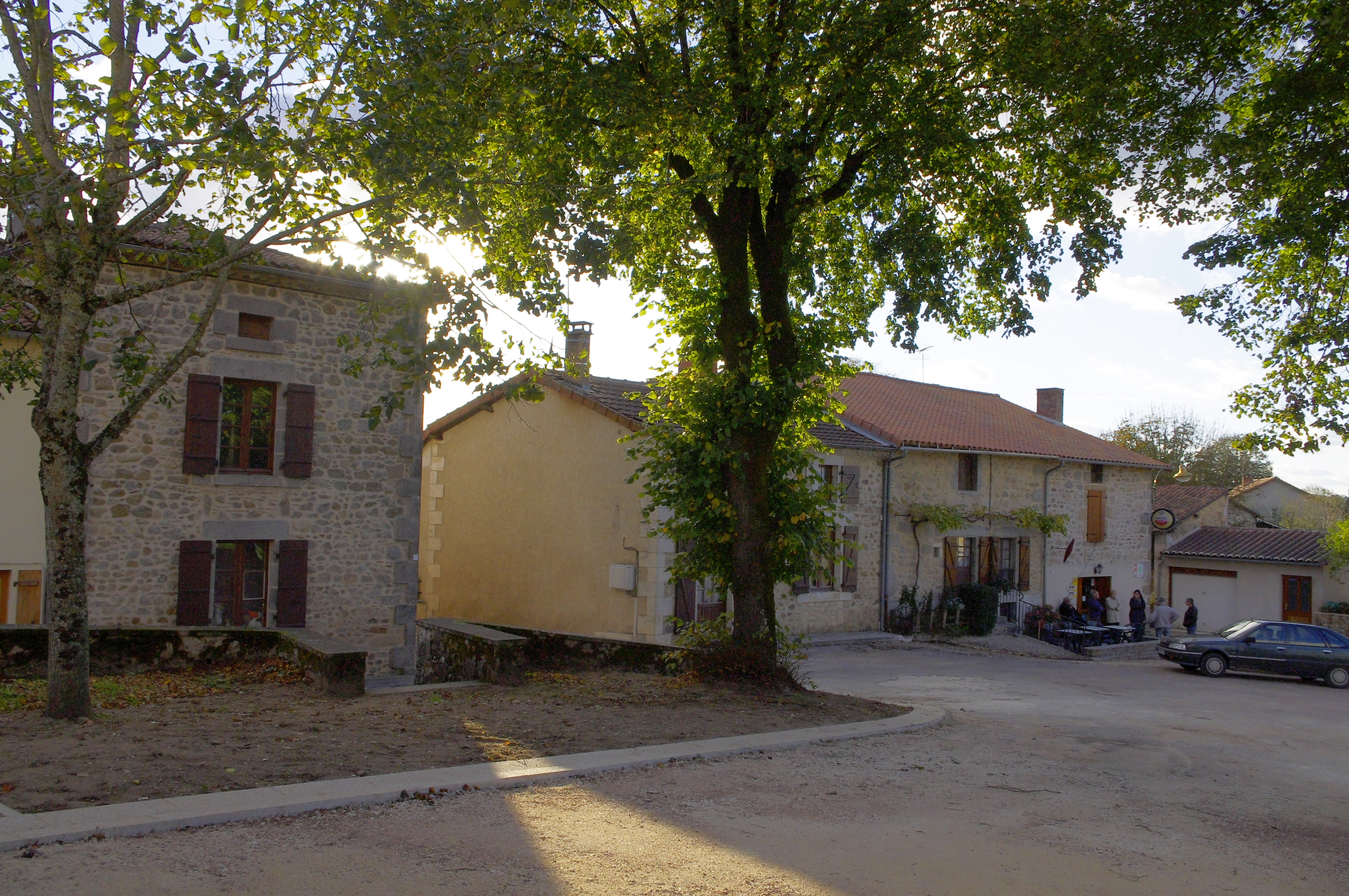
Ortszentrum von Savignac-de-Nontron
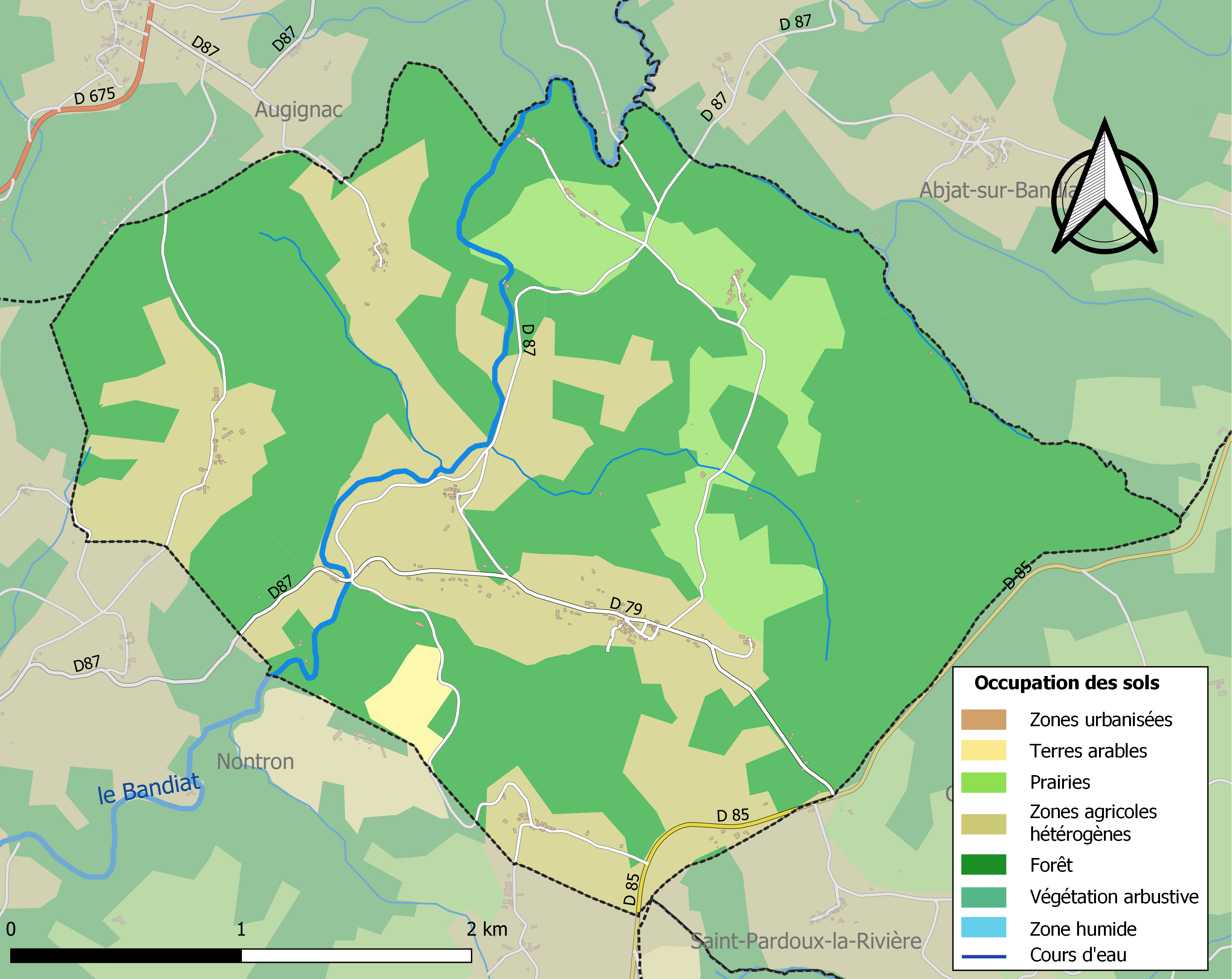
Bodenbedeckung in Savignac-de-Nontron
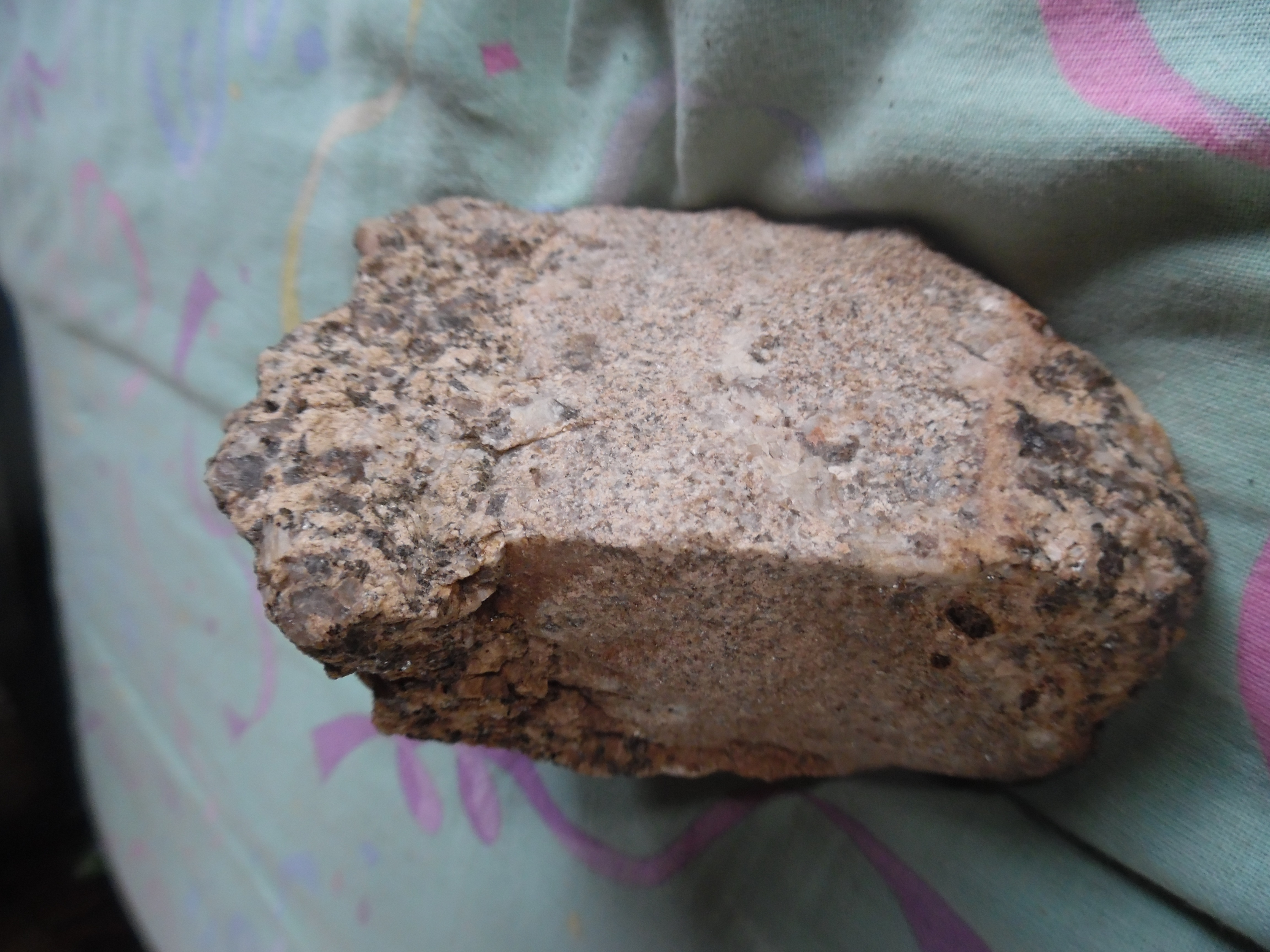
Aplitgang im Piégut-Pluviers-Granodiorit, gefunden in der Nähe des Ortskerns von Savignac-de-Nontron
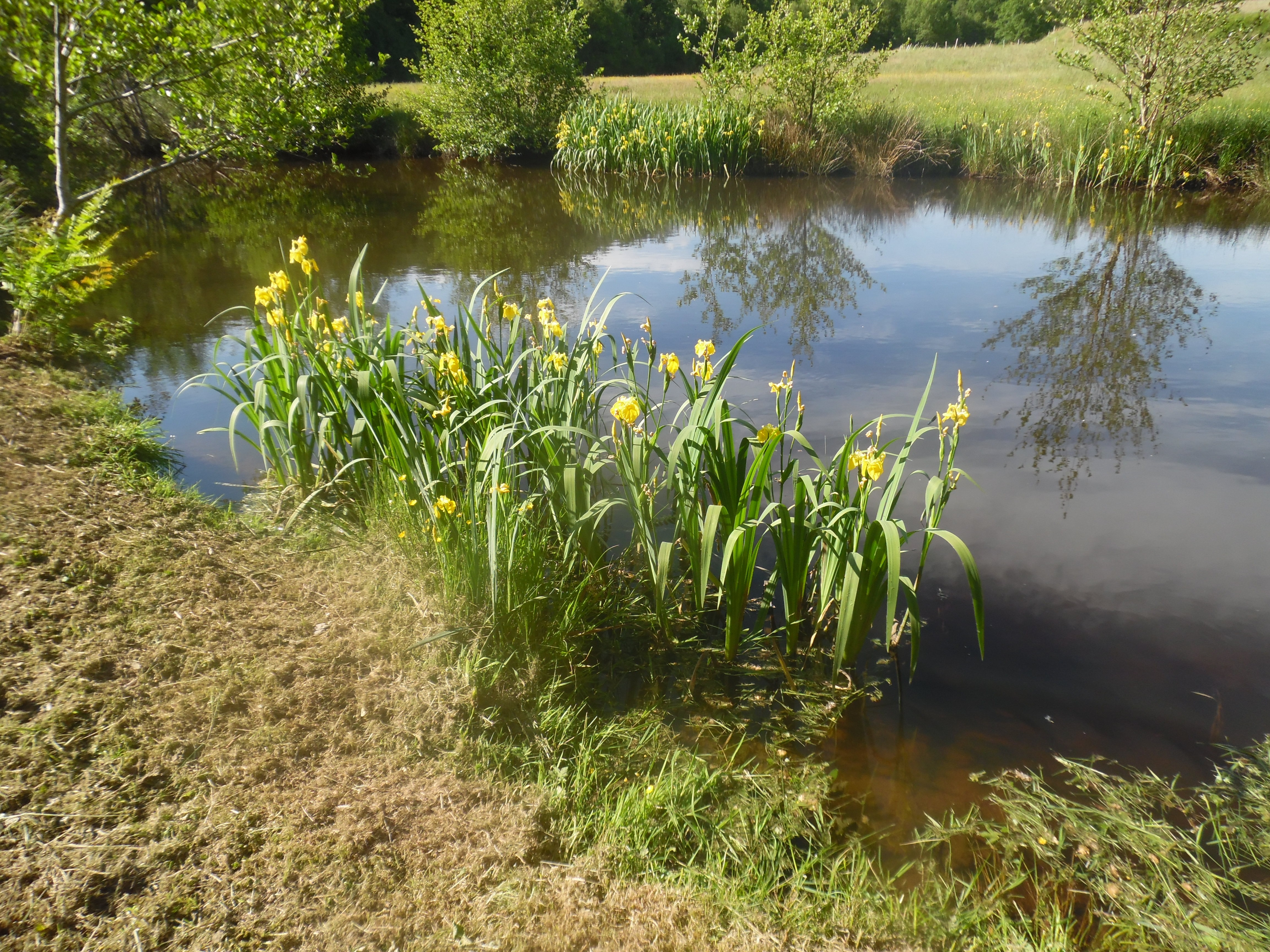
Der Bandiat bei Lavenaud
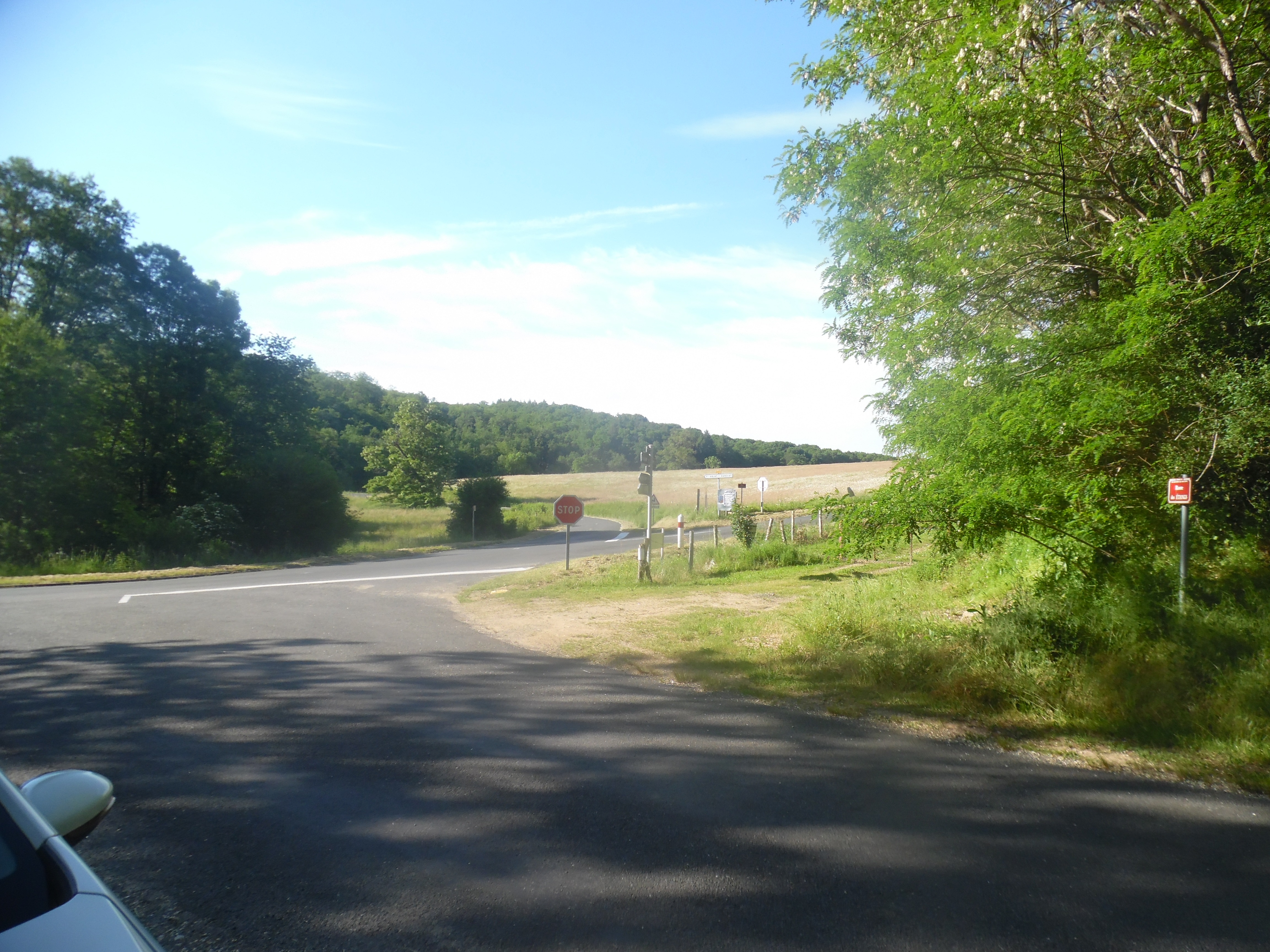
Kreuzung der D 87 mit der D 79 bei Lavenaud. Dahinter das nach Nordosten ziehende Bandiattal.
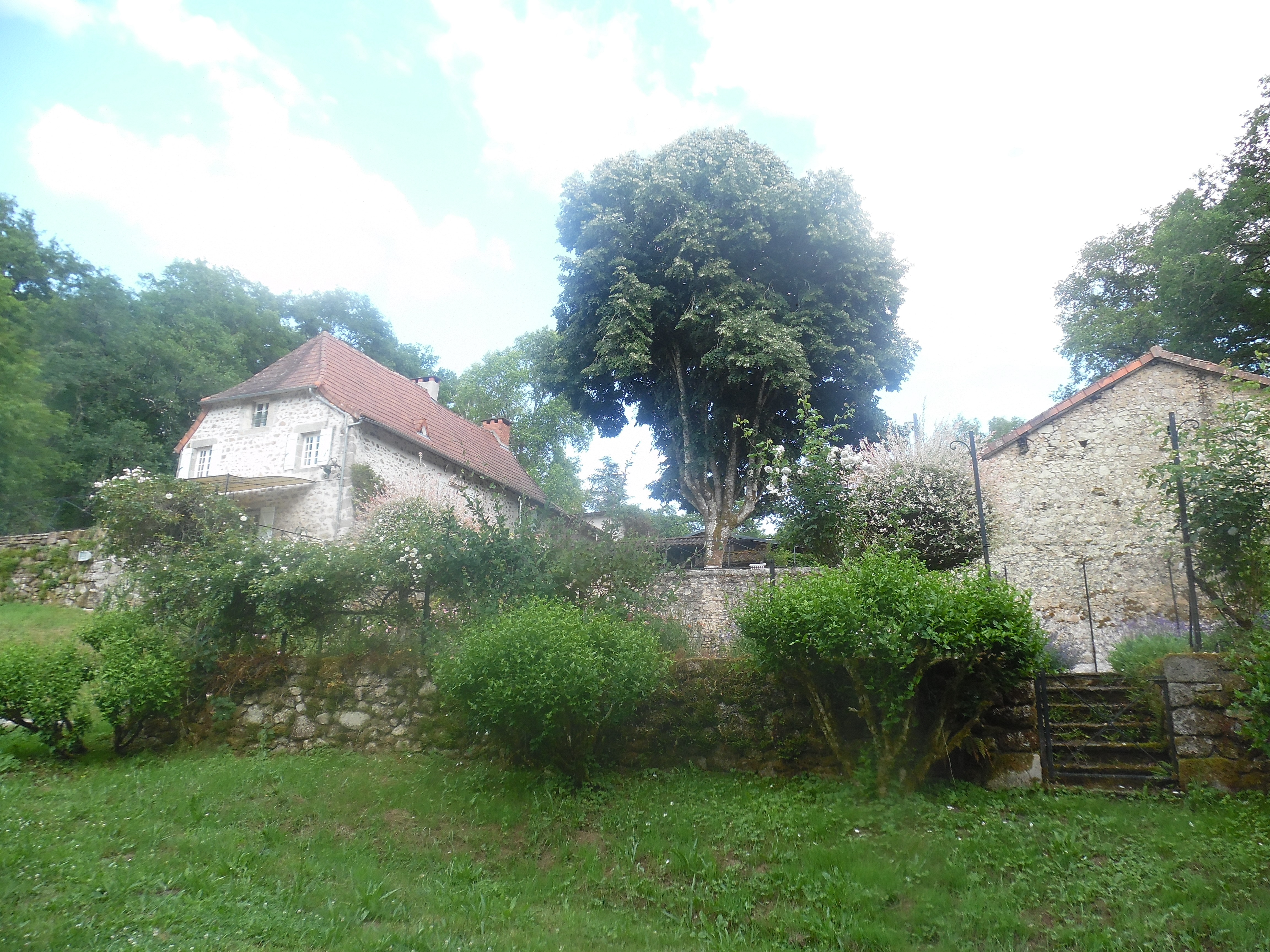
Der Weiler Chez Baillaud im Nordwesten
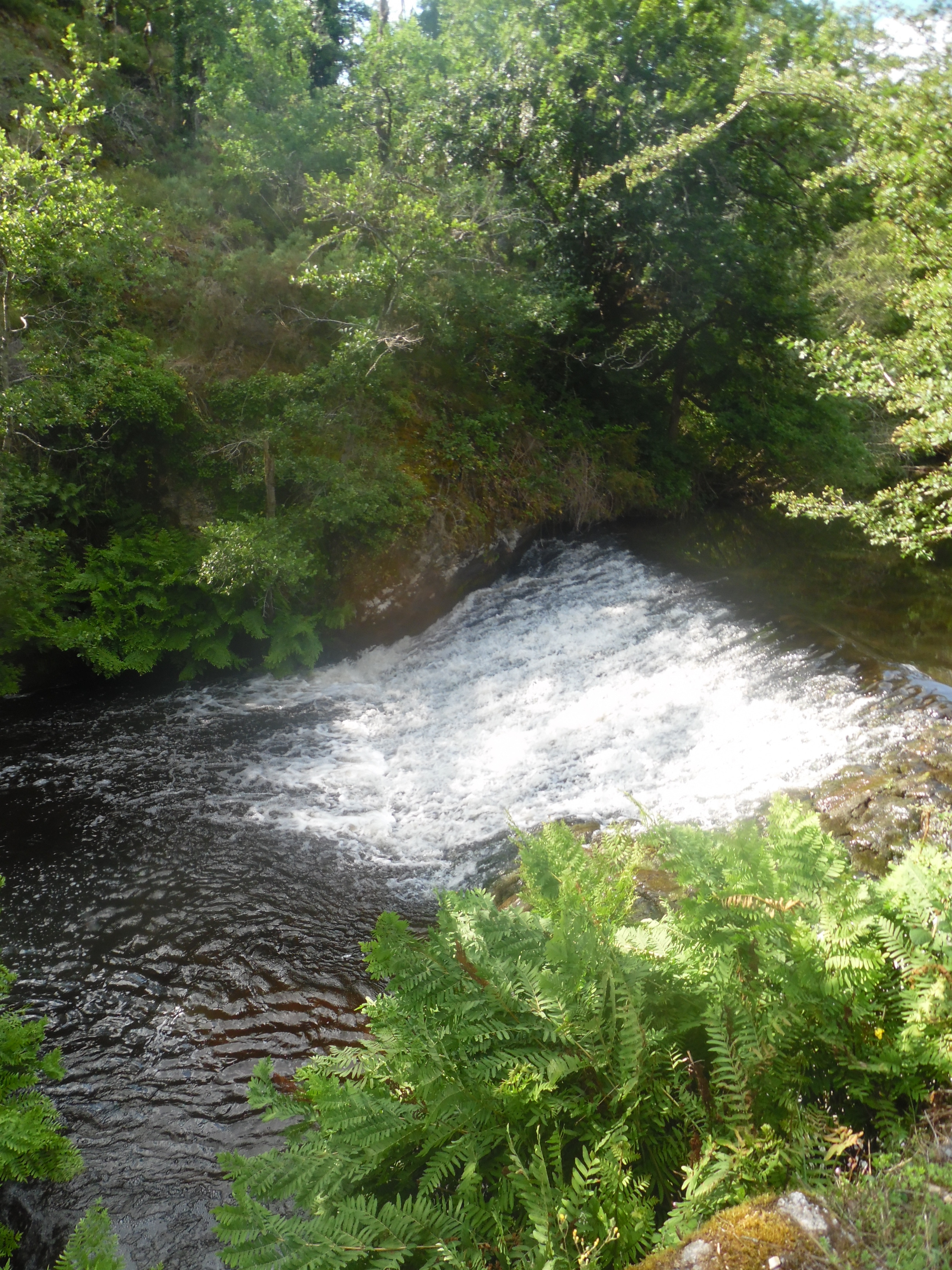
Wehr am Bandiat bei Baillaud. Hier befand sich einst eine alte Mühle.
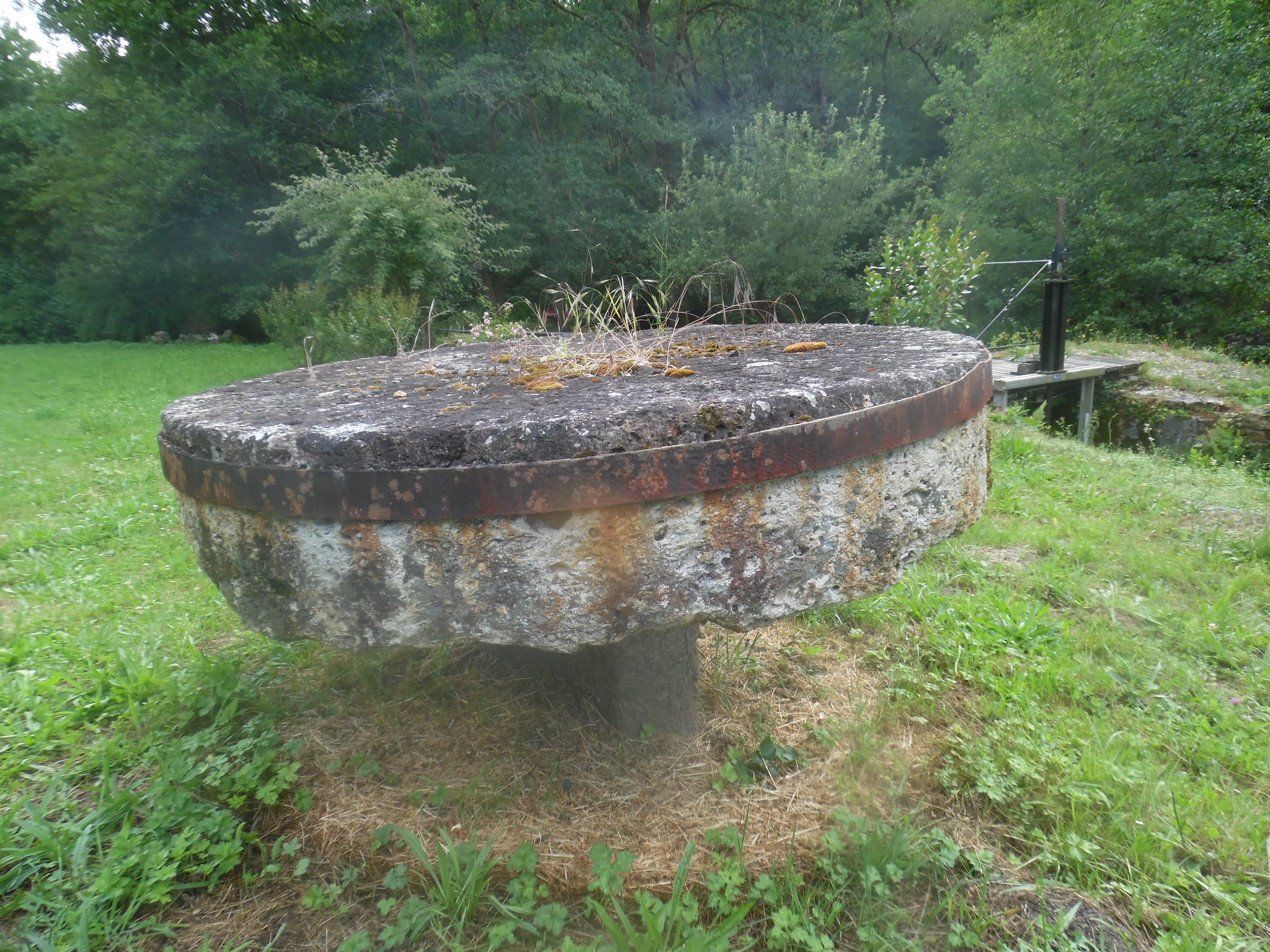
Mühlstein bei Baillaud am Bandiat
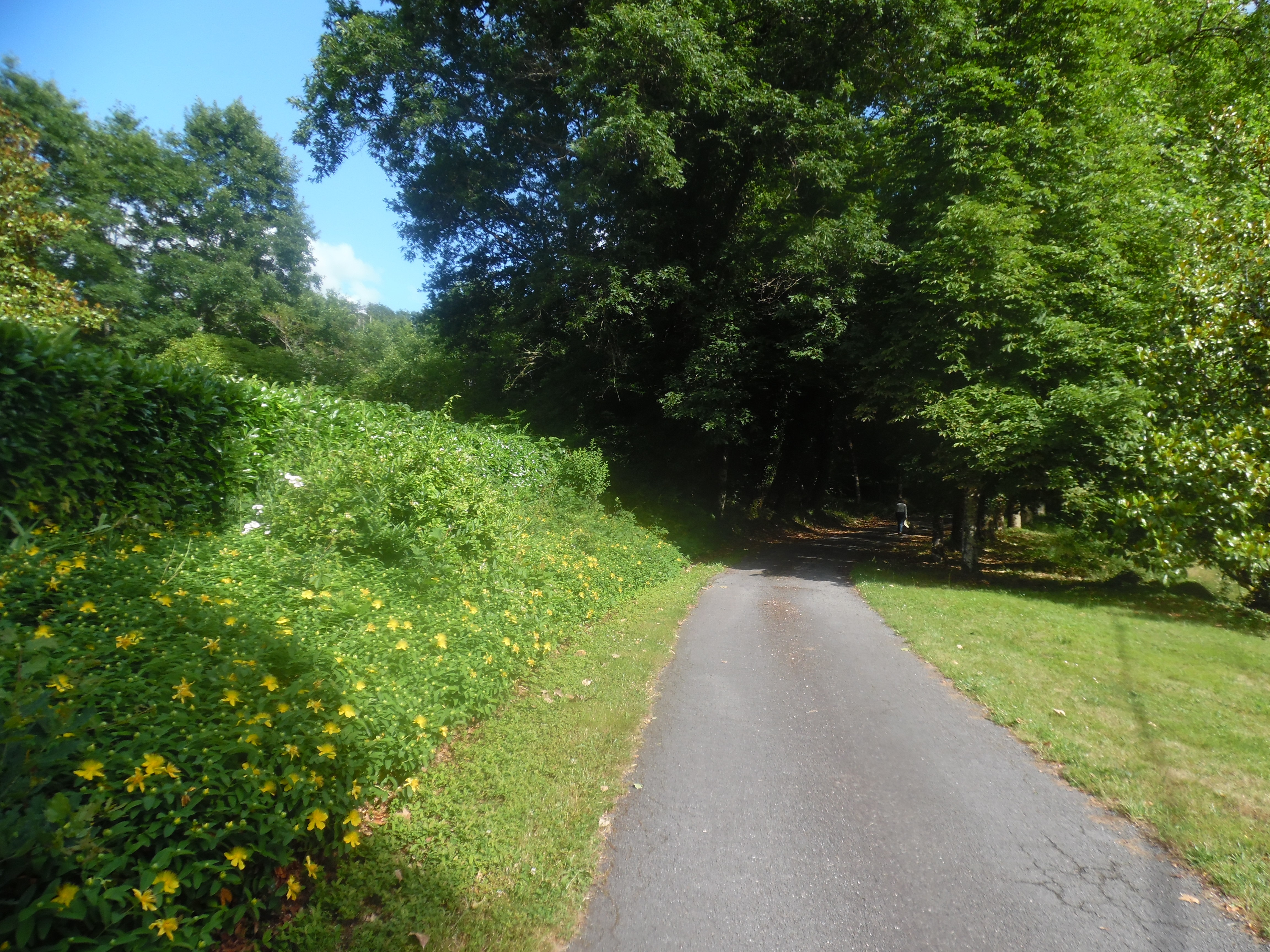
Zugangsweg nach Baillaud am Bandiat

- Kirche Saint-Pierre-ès-Liens
- Nordseite der Kirche Saint-Pierre-ès-Liens
- Ortszentrum von Savignac-de-Nontron
- Bodenbedeckung in Savignac-de-Nontron
- Aplitgang im Piégut-Pluviers-Granodiorit, gefunden in der Nähe des Ortskerns von Savignac-de-Nontron
- Der Bandiat bei Lavenaud
- Kreuzung der D 87 mit der D 79 bei Lavenaud. Dahinter das nach Nordosten ziehende Bandiattal.
- Der Weiler Chez Baillaud im Nordwesten
- Wehr am Bandiat bei Baillaud. Hier befand sich einst eine alte Mühle.
- Mühlstein bei Baillaud am Bandiat
- Zugangsweg nach Baillaud am Bandiat